# Raionul Tîvriv, Vinnița
Tîvriv (în ucraineană Тиврівський район, transliterat: Tîvrivskîi raion) este un raion în regiunea Vinnița, Ucraina. Reședința sa este așezarea de tip urban Tîvriv.

## Demografie
Componența lingvistică a raionului Tîvriv
     Ucraineană (96,44%)
     Rusă (3,05%)
     Alte limbi (0,29%)
Conform recensământului din 2001, majoritatea populației raionului Tîvriv era vorbitoare de ucraineană (96,44%), existând în minoritate și vorbitori de rusă (3,05%).